# Proiezione GSO
La proiezione GSO (che prende il nome dei fisici Ferdinando Gliozzi, Joël Scherk, e David A. Olive) è un "ingrediente" utilizzato nella costruzione di un modello coerente di una teoria di superstringa .  La proiezione è una selezione di un sottoinsieme di operatori di vertice possibili nel "foglio di mondo" (worldsheet) nella teoria di campo conforme(CFT) - di solito quelle con specifico numero di worldsheet fermionico e con le condizioni di periodicità al contorno. Tale proiezione è necessaria per ottenere una consistente teoria CFT nel worldsheet. Affinché la proiezione sia coerente è necessario che ogni elemento dell'insieme A degli operatori ottenuto dalla proiezione soddisfi: 
- La chiusura - L'operator product expansion(OPE), ovvero il prodotto di due operatori in A contiene solo gli operatori che si trovano in A;
- La mutua località - Non ci sono tagli successivi nell'OPE di due operatori nell'insieme di A;
- L'invarianza modulare - La funzione di partizione sul toro bi dimensionale della teoria deve contenere solo gli operatori di A rispettando l'invarianza modulare.

A partire dal CFT sul worldsheet stesso, scelte diverse di proiezione GSO porteranno a teorie di stringa con diverse particelle fisiche e proprietà diverse dello spazio-tempo. Ad esempio le teorie di stringa il tipo II e di tipo 0 sono il risultato di proiezioni GSO diverse sulla teoria worldsheet stesso. Inoltre, le due distinte teorie di tipo II, ovvero la IIA e la IIB, differiscono nella loro proiezioni GSO.  Nel costruire i modelli di vuoti di stringa realistico (al contrario dei modelli giocattolo), si sceglie in genere una proiezione GSO che elimina il tachione dallo stato fondamentale della teoria delle stringhe e preserva la supersimmetria.

## Introduzione alla teoria delle superstringhe
La teoria delle superstringhe è un tentativo di spiegare tutte le particelle e le forze fondamentali della natura in un'unica teoria considerandole come vibrazioni di sottilissime stringhe supersimmetriche.
La teoria delle superstringhe (super perché supersimmetriche) spiega a livello teorico:
- l'esistenza dei gravitoni
- il perché della presenza delle tre famiglie di particelle
- perché ogni famiglia di particelle abbia certe proprietà e non altre

Le proprietà di cui si parla sono:
- spin
- carica
- massa

## Numero delle dimensioni
Il nostro spazio fisico possiede solo 4 dimensioni apprezzabili alla nostra scala di grandezza e di ciò bisogna sempre tenere conto in qualsiasi teoria fisica; tuttavia, nulla vieta di per sé che una teoria affermi che vi sono delle dimensioni spaziali aggiuntive. Nel caso della teoria delle stringhe, vi sono evidenze secondo cui lo spazio-tempo richiede 10, 11 o addirittura 26 dimensioni. Il conflitto tra i dati osservati e la proposta teorica viene risolto postulando che le dimensioni aggiuntive siano "arrotolate su se stesse" o meglio compattificate. Il modello a 6 dimensioni di Calabi-Yau può giustificare le dimensioni addizionali richieste dalla teoria delle superstringhe.
La nostra mente trova difficile visualizzare queste dimensioni perché noi possiamo muoverci soltanto in uno spazio a tre dimensioni. Un metodo per superare questo limite è quello di non tentare di visualizzare le dimensioni aggiuntive, bensì di pensare ad esse come numeri addizionali nelle equazioni che descrivono come il mondo è fatto. Ciò apre la questione se questi numeri extra possano essere osservati direttamente mediante esperimenti. Questo, a sua volta, pone la questione se i modelli che derivano da questi calcoli astratti possano essere considerati scientifici, in quanto fino ad ora pare non sia possibile dimostrarli con esperimenti, dato che con la fisica conosciuta oggi gli apparati sperimentali dovrebbero essere grandi oltre l'immaginabile (sarebbero necessari acceleratori di particelle grandi più o meno quanto la nostra galassia).
La teoria delle superstinghe non è la prima teoria a più dimensioni proposta (vedi la teoria di Kaluza-Klein). La moderna teoria delle stringhe si basa sulla matematica delle pieghe, dei nodi e della topologia che è stata largamente sviluppata dopo Kaluza e Klein e che ha permesso negli ultimi tempi che le teorie fisiche fondate su dimensioni extra fossero molto più credibili di quanto lo fossero ai tempi di Kaluza e Klein.

## Numero delle teorie delle superstringhe
I fisici teorici sono stati molto preoccupati dal fatto che esistessero 5 differenti teorie delle superstringhe. Questo problema è stato risolto dalla cosiddetta seconda rivoluzione delle superstringhe avvenuta negli anni novanta durante i quali si è scoperto che le 5 teorie sono in realtà 5 diversi aspetti di una teoria ancora più basilare: la M-teoria. 
| Teorie delle stringhe | Teorie delle stringhe       | Teorie delle stringhe |
| Tipo                  | Dimensioni spazio-temporali | Dettagli |
| --------------------- | --------------------------- | --- |
| Bosonica              | 26                          | Solo bosoni, nessun fermione significa solo forze, niente materia, sia con stringhe aperte che chiuse; una particella con massa immaginaria chiamata tachione                                               |
| I                     | 10                          | Supersimmetria tra forze e materia, sia con stringhe aperte che chiuse, no tachioni, gruppo di simmetria SO(32)                                                                                             |
| IIA                   | 10                          | Supersimmetria tra forze e materia, solo con stringhe chiuse, no tachioni, no fermioni privi di massa con entrambi gli spin (nonchirali)                                                                    |
| IIB                   | 10                          | Supersimmetria tra forze e materia solo con stringhe chiuse, no tachioni, no fermioni privi di massa con spin solo in una direzione (chirali)                                                               |
| HO                    | 10                          | Supersimmetria tra forze e materia, solo con stringhe chiuse, no tachioni, eterotica, che significa che le stringhe con movimento destro e movimento sinistro differiscono, il gruppo di simmetria è SO(32) |
| HE                    | 10                          | Supersimmetria tra forze e materia, solo con stringhe chiuse, no tachioni, eterotica, che significa che le stringhe con movimento destro e movimento sinistro differiscono, il gruppo di simmetria è E8×E8  |

Le cinque teorie delle superstringhe sono:
- La teoria delle stringhe Tipo I ha una supersimmetria in senso deca-dimensionale (16 supercariche). Questa teoria è particolare in quanto si basa su stringhe non orientate aperte e chiuse, mentre le altre sono basate su stringhe orientate chiuse.
- La teoria delle stringhe Tipo II ha due supersimmetrie in senso deca-dimensionale (32 supercariche). Vi sono attualmente due tipi di strighe tipo II chiamate tipo IIA e tipo IIB. Differiscono tra di loro per il fatto che la teoria IIA è di tipo non-chirale (parità conservate) mentre la IIB è di tipo chirale (parità violata).
- Le teorie delle stringhe eterotiche sono basate su un ibrido particolare di superstringa tipo I e stringa bosonica. Vi sono due tipi di stringhe eterotiche che differiscono riguardo al gruppo di gauge deca-dimensionale: la stringa eterotica E8×E8 e la stringa eterotica SO(32). (Il nome di eterotica SO(32) è lievemente impreciso riguardo ai gruppi di Lie  SO(32) perché la teoria dà origine ad un quoziente di Spin(32)/Z2 che non è equivalente a SO(32).)

Le teorie di gauge chirali possono essere inconsistenti a causa di anomalie. Queste accadono quando certi diagrammi di Feynman a un loop determinano una rottura della simmetria di gauge nei loro effetti quantistici.

### Testi divulgativi
- Particelle,stringhe e altro di Warren Siegel, Di Renzo Editore (2008), ISBN 88-8323-204-6.
- L'Universo Elegante di Brian Greene, Einaudi (2000), ISBN 88-06-15523-7.
- La Trama del Cosmo di Brian Greene, Einaudi (2004), ISBN 88-06-18091-6
- La Materia-Specchio di Robert Foot, Macro Edizioni (2005) ISBN 88-7507-448-8
- Un Universo Diverso di Robert Laughlin, Codice Edizioni (2006) ISBN 88-7578-033-1
- Il Giardino delle Particelle di Gordon Kane, Tea Edizioni (1997) ISBN 88-502-0125-7
- Il Paesaggio Cosmico: Dalla teoria delle stringhe al megaverso di Leonard Susskind, Adelphi (2006), ISBN 88-459-2153-0
- Neanche sbagliata. Il fallimento della teoria delle stringhe e la corsa all'unificazione delle leggi della fisica. di Peter Woit, Codice Edizioni, (2007) ISBN 88-7578-072-2
- Rischiare con Dio (dopo Einstein) di Antonino Palumbo, Edizioni Scientifiche Italiane, (2006), ISBN 88-495-1257-0
- L'Unificazione della Conoscenza di Antonino Palumbo, Edizioni Scientifiche Italiane, (2008), ISBN 978-88-495-1745-3

### Manuali
- Michael Green, John Schwarz and Edward Witten, Superstring theory, Cambridge University Press (1987). Il libro di testo originale.
  - Vol. 1: Introduction, ISBN 0-521-35752-7.
  - Vol. 2: Loop amplitudes, anomalies and phenomenology, ISBN 0-521-35753-5.
- Johnson, Clifford, D-branes, Cambridge University Press (2003). ISBN 0-521-80912-6.
- Joseph Polchinski, String Theory, Cambridge University Press (1998). Un testo moderno.
  - Vol. 1: An introduction to the bosonic string, ISBN 0-521-63303-6.
  - Vol. 2: Superstring theory and beyond, ISBN 0-521-63304-4.
- Zwiebach, Barton.  A First Course in String Theory.  Cambridge University Press (2004).  ISBN 0-521-83143-1.  Sono disponibili correzioni  online.